# Неортодоксальна економіка
Неортодоксальна економіка (англ. Heterodox economics) — будь-яке економічне мислення чи теорія, які суперечать ортодоксальним економічним школам (мейнстрімній економіці) або може мати відмінності від неокласичної економіки.  Немає абсолютного визначення того, що являє собою неортодоксна економічна думка, оскільки вона визначається, як думка, вчення відмінне від найвидатніших, найвпливовіших чи найпопулярніших шкіл думки в певний час і в певному місці. 
До груп, які в сучасному дискурсі зазвичай класифікують як неортодоксальні, належать Австрійська школа, екологічний,  марксистсько - історичний , посткейнсіанський та сучасний монетарний підходи. 
Чотири рамки аналізу були виділені через їхню важливість для неортодоксального мислення: історія, природні системи, невизначеність та влада. 

## Історія
У середині 19 століття такі мислителі, як Оґюст Конт, Томас Карлайл, Джон Раскін і Карл Маркс виступили з ранньою критикою ортодоксальної економіки. 
Після неокласичної (маржиналістської) революції  1870-х років кілька неортодоксальних шкіл економічної думки кинули виклик домінуванню неокласичної економіки.
У 70-х роках XIX століття Карл Менгер, один з заснував Австрійську школу, хоча багато хто стверджує, що її провісником був Етьєн Кондільяк.
Ортодоксальне кейнсіанство включилося також у розв'язання проблеми економічної динаміки. Надалі кейнсіанська ортодоксія пішла шляхом інтеграції з неокласичною теорією, в результаті чого з'явився неокласичний синтез. 
Після 1945 року неокласичний синтез кейнсіанської та неокласичної економіки призвів до чітко визначеної ортодоксальності, заснованої на розподілі галузі на мікроекономіку та макроекономіку, особливо в частині, що стосується таких питань, як роль монетарної політики. Австрійці та посткейнсіанці, які не погоджувалися з цим синтезом, виникли як чітко визначені неортодоксальні школи. Ідея порушення консенсусу економічної теорії, зосередженої на ортодоксальній кейнсіанської економічної моделі, обговорюється в західній літературі з 19 століття. У 1971 році Джоан Робінсон заявила про другу кризу економічної теорії XX ст. 
Завдяки конкурентним теоріям неортодоксальних підходів в економічній науці стало більше плюралізму, хоча це також призвело до більш полідисциплінарного аналізу економічних проблем. Близько 1980 року в економіці почали відбуватися важливі зміни, ортодоксальна економіка поступово почала визнавати такі важливі навчальні програми, як поведінкова економіка, комплексна економіка, еволюційна економіка, експерименталізм, нейронаука тощо.
У результаті деякі неортодоксальні економісти, такі як Джон Б. Девіс, запропонували змінити визначення неформальної економіки та адаптувати його до нової та складнішої реальності.

## Вплив неортодоксальної економіки
Здебільшого неортодоксальні економічні теорії ігноруються або вважаються цікавими, але нерелевантними курйозами. Їхні ідеї та припущення просто не вписуються в те, чому більшість економістів навчають в університеті, і можуть навіть прямо кидати виклик базовим аспектам домінуючої теорії та практики.
Незважаючи на те, що неортодоксальна економіка зустріла велику ворожість з боку науковців, вона фактично перемістила мейнстрим економіки до більш інтегрованого підходу, оскільки низка неортодоксальних ідей була нарешті загальновизнаною. Часом неортодоксальні ідеї можуть навіть повністю порушити наявну економічну думку в процесі, описаному філософом науки Томасом Куном як зміна парадигми. Існування неортодоксальної економіки забезпечує альтернативний підхід до розвязання основних проблем сучасної економіки. Неортодоксальна економіка може допомогти пояснити ті економічні явища, які неможливо пояснити досить зрозуміло або які можуть просто ігноруватися ортодоксальними теоріями.
Неортодоксальна економіка все ще може вдосконалювати та розширювати основне економічне мислення, кидаючи йому виклик, навіть якщо самі неортодоксальні ідеї не сприймаються. Наявність деяких неортодоксальних рамок із вірогідними розв'язаннями економічних суперечностей змушує всіх економістів піддавати сумніву початкові припущення. Вона завжди кидає виклик ортодоксальній школі, для того, щоб довести, що вона дійсно краща на практиці, а не лише за традицією. Велика кількість комбінацій ідей була створена сучасним поколінням студентів, у якому нові комбінації неортодоксальних ідей були застосовані до важливих історичних і сучасних питань, таких як перебудова особистості на соціальній основі в економічній теорії; цілі та інструменти вимірювання економічної та професійної етики. Девід Коландер, прихильник комплексної економіки, стверджує, що ідеї неортодоксальних економістів обговорюються офіційно, не згадуючи самих економістів, оскільки інструмент для аналізу інституцій, невизначеності та інших факторів на даний момент розроблений основною економікою. Він пропонує, щоб неортодоксальні економісти застосовували сувору математику та спробували працювати в мейнстримі замість того, щоб бачити в ньому ворога.

### Неортодоксальні економісти
Неортодоксальні економісти вважають, що базових методів економічного аналізу, що грунтуються на таких фундаментальних економічних категоріях, як попит, пропозиція, ринкові механізми та ефективність, недостатньо для повного розуміння суті економіки. Неортодоксальні економісти вважають, що економіку слід розуміти як частину більшої соціальної системи, а не як окрему одиницю, і таким чином роблять акцент на соціальних дослідженнях і науковій роботі. Вони також спрямовані на розв'язування соціальних проблем, таких як бідність, безробіття та нерівність.

### Неортодоксальні підходи
Неортодоксальні підходи, як правило, наголошують на неринкових аспектах економічних явищ, таких як соціальна ідентичність, спільні колективні дії, відносини влади та психологія упереджень, яка шукає розуміння за межами сфери економіки. Мало того, часто здається, що вони більше, ніж традиційні економічні концепції відповідають досвіду звичайної людини щодо багатьох соціально-економічних проблем з достатньо тривалою історією спроб їх розв'язання за допомогою традиційних методів економічної науки. Полідисциплінарний аналіз економічних проблем набуває дедалі більшого поширення та актуальності.

## Сучасне трактування
Всі люди повинні приймати економічні рішення таким чином, щоб максимізувати своє задоволення чи користь. Деякі неортодоксальні теорії відкидають це базове припущення неокласичної теорії на користь іншого погляду на те, як приймаються економічні рішення та як працює людська психіка. Ми можемо прийняти ідею, що люди шукають задоволення, але ми повинні відкинути ідею, що економічні рішення мотивовані конкуренцією за це задоволення. Люди можуть бути не в змозі зробити вибір, який відповідає вимогам їх максимального задоволення через соціальні обмеження, які тиснуть на них. Економічні теорії, які відкидають основне припущення про те, що економічні рішення є результатом максимізації задоволення, є неортодоксальними. Нові дослідницькі програми, що включають поведінкову, еволюційну та експериментальну економіку, почали набувати впливовості та формувати нові галузі неортодоксальної економіки.

### Неортодоксальні школи
На цей час економісти, які відійшли від неокласичного синтезу, сформували неортодоксальні школи, включаючи австрійців, посткейнсіанців, марксистів та інституціоналістів. Після неокласичного синтезу принципи мікро- та макроекономіки продовжували домінувати як визначальна школа економічної думки серед більшості науковців. Сьогодні до неортодоксальних можна віднести такі школи, як посткейнсіанство, сучасна марксистська політична економія, зелена економіка, вільна економіка, еволюційна економіка, мусульманська економіка та інші, а також такі напрямки, як економіка участі, екофізика,нейроекономіка, ресурсоорієнтована економіка. Кілька неортодоксальних шкіл економічної думки також прийняли міждисциплінарний підхід. Термоекономіка базується на твердженні, що економічні процеси мають тенденцію до збільшення ступеня ентропії (другий закон термодинаміки). Взаємозв'язок між економічною теорією, енергією та ентропією було розширено для пояснення ролі енергії в економічному розвитку з точки зору продуктивності та ефективності. Неортодоксальні економічні школи мають мало спільного між собою і є дуже різними, окрім представлення передових теорій, припущень або методів, які виходять за межі загальноприйнятих або суперечать їм. Одні із найзагальніших це кейнсіанство і неокласичний напрямок.